# Another Simpsons Clip Show
«Another Simpsons Clip Show» (с англ. — «Ещё одно клип-шоу Симпсонов») — третий эпизод шестого сезона «Симпсонов». Премьерный показ состоялся 25 сентября 1994 года.

## Сюжет
Однажды ночью Мардж, прочитав книгу Мосты округа Мэдисон, будит Гомера, чтобы спросить, думает ли он, что роман такой же, как их брак. Гомер ворчит, говоря, что он работал весь день, но Мардж говорит, что время 21:00, и что Гомер весь день пил пиво в бассейне, Гомер игнорирует её и бросает книгу в недавно построенный камин в их спальне. Мардж стонет и засыпает.
Утром Мардж собирает семью, чтобы поговорить о романтике в форме клипов из предыдущих серий.

## Моменты из предыдущих серий
| Серия                        | Сезон | Описание                                                    |
| ---------------------------- | ----- | ----------------------------------------------------------- |
| New Kid on the Block         | 4     | Гомер ищет хот-дог в бассейне Мэгги                         |
| Dog of Death                 | 3     | Гомер бросает книгу в камин                                 |
| Krusty Gets Busted           | 1     | Барт и Лиза смотрят серию Щекотки и Царапки                 |
| Homer the Heretic            | 4     | Серия Щекотки и Царапки «Flay Me to the Moon»               |
| Bart’s Friend Falls in Love  | 3     | Классу Барта показывают «Fuzzy Bunny's Guide»               |
| I Love Lisa                  | 4     | Нед поёт Мод серенаду в костюме сердца                      |
| Marge Gets a Job             | 4     | Смиттерс мечтает о мистере Бернсе, вылетающем из окна       |
| Смонтированные сцены         | 1—5   | Телефонный пранк Барта к Мо                                 |
| Смонтированные сцены         | 3—5   | Гомер произносит «Ммм...»                                   |
| Homer Loves Flanders         | 5     | Гомер поцеловал Неда на футболе                             |
| Life on the Fast Lane        | 1     | Мардж рассказывает о романе с Жаком.                        |
| The Last Temptation of Homer | 5     | Гомер рассказывает о романе с Минди Симмонс                 |
| I Love Lisa                  | 4     | Лиза рассказывает о том, как в неё был влюблён Ральф Виггам |
| New Kid on the Block         | 4     | Лаура Паурс говорит Барту, что у неё есть парень.           |
| Black Widower                | 3     | Мардж рассказывает о первом браке Сельмы                    |
| Lady Bouvier’s Lover         | 5     | Мардж рассказывает о любви Эйба и Жаклин                    |
| The Way We Was               | 2     | Гомер говорит о первом поцелуе с Мардж                      |
| Смонтированные сцены         | 1-5   | Гомер и Мардж целуются                                      |